# Zigongosaurus
Zigongosaurus fuxiensis
Genre
Espèce
Zigongosaurus est un genre éteint de dinosaures sauropodomorphes de la famille des Mamenchisauridae. Il a vécu en Chine, où il a été découvert dans la sous-formation de Shaximiao de la formation de Dashanpu d'âge Jurassique moyen, soit il y a environ entre 174,7 à 161,5 millions d'années, près de la ville-préfecture de Zigong de la province du Sichuan. 
Cependant la validité de ce genre est largement remise en cause. Il est parfois considéré comme un Omeisaurus, mais beaucoup plus souvent comme un Mamenchisaurus,
Une seule espèce était rattachée au genre : Zigongosaurus fuxiensis, décrite en 1976 par Hou, Zhao, & Chao. Cette espèce est aujourd’hui appelée Mamenchisaurus fuxiensis,.

## Description
Les restes osseux découverts sont très partiels mais avaient suffi à l'époque à ses inventeurs pour ériger le nouveau genre Zigongosaurus en 1976.
Ce mamenchisauridé était un sauropodomorphe de taille moyenne, avec une longueur totale de 15 mètres.